# Fiorano Modenese
Fiorano Modenese là một đô thị ở tỉnh Modena thuộc vùng Emilia-Romagna, có vị trí cách khoảng 45 km về phía tây của Bologna và khoảng 15 km southvề phía tây của Modena. Tại thời điểm ngày 31 tháng 12 năm 2004, đô thị này có dân số 16.433 người và diện tích 26,4 km².
Đô thị Fiorano Modenese có các frazioni (đơn đơn vị cấp dưới, chủ yếu là các làng) Spezzano and Nirano.
Fiorano Modenese giáp các đô thị: Formigine, Maranello, Sassuolo, Serramazzoni.